# Give Blood
Give Blood è il secondo album studio del gruppo hardcore punk statunitense Bane, edito nel 2001 da Equal Vision Records. L'album è stato elogiato per il modo in cui il cantante Aaron Bedard utilizza lo scream, con cori che ricordano il New York hardcore.
Inoltre il disco è stato anche elogiato perché è hardcore puro, senza influenze metal o mathcore.

## Tracce
1. Speechless – 1:24
2. Some Came Running – 2:37
3. Snakes Among Us – 3:58
4. Release the Hounds – 2:39
5. What Holds Us Down – 1:17
6. Ante Up – 2:37
7. Bang the Drum Slowly – 2:18
8. Sunflowers and Sunsets – 3:17
9. The Big Gun Down – 2:44
10. Ali v. Frazier I – 2:45

## Formazione
- Aaron Bedard - voce
- Aaron Dalbec - chitarra
- Zach Jordan - chitarra
- Pete Chilton - basso
- Nick Branigan - batteria

## Crediti[4]
- Mark Hudson - voce d'accompagnamento
- Brian Murphy - voce d'accompagnamento
- Bane -	layout
- Brian McTernan - produttore, ingegnere del suono, missaggio